# Dépotage (station)

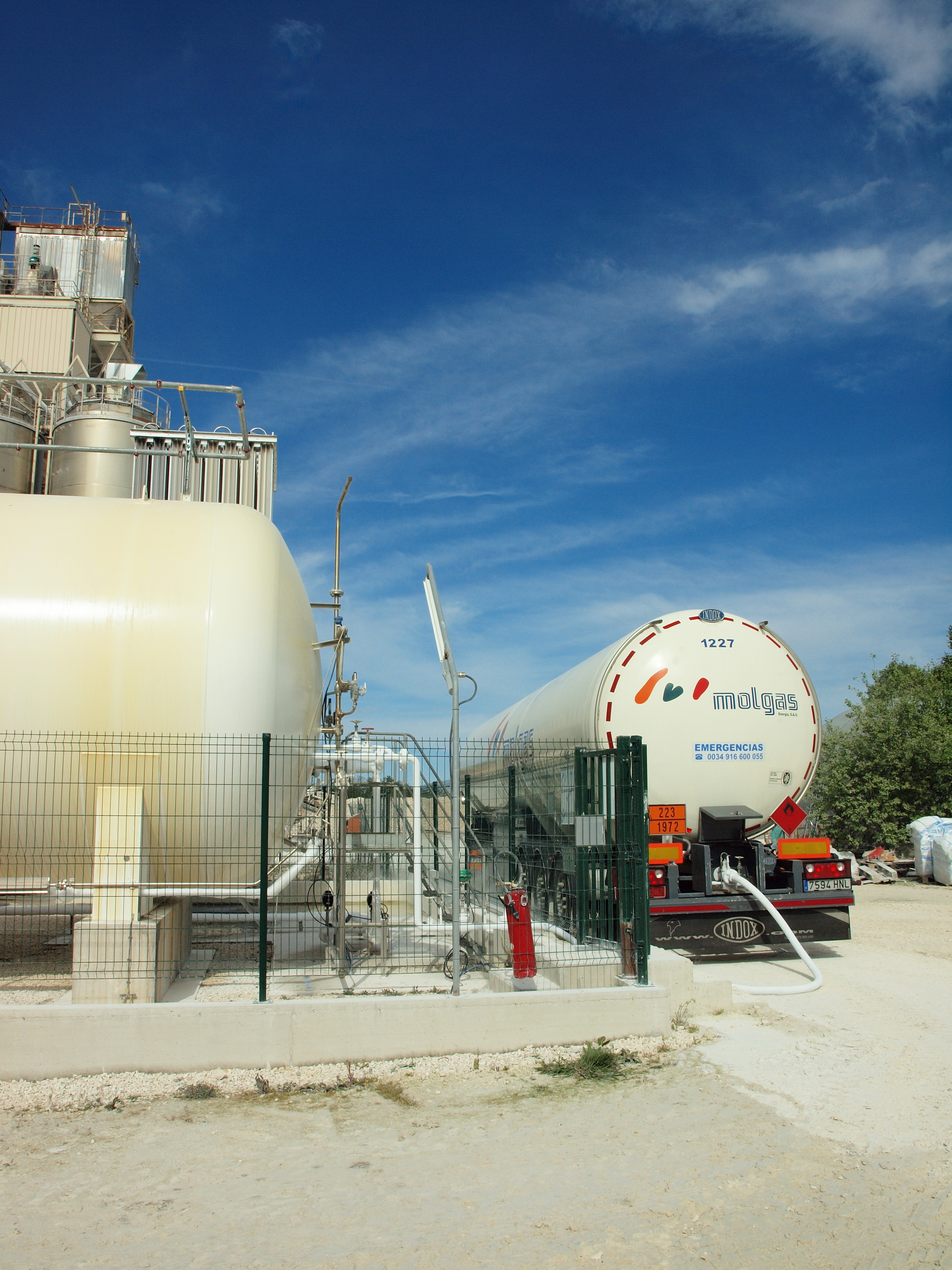
Dépotage de GNL d'une citerne de transport vers une citerne fixe d'usine.

Le dépotage est l'action de décharger un véhicule de transport, généralement un camion,  dont le réservoir contient des matières liquides, gazeuses ou poudreuses, ou encore de vider un conteneur de ses marchandises.

## Accidentologie
Le dépotage d'un camion est une phase présentant un fort risque d'accidents. Un dépotage au mauvais endroit peut conduire au mélange de deux produits incompatibles (acide et base par exemple). Une fuite lors du dépotage peut conduire à une pollution du milieu, mais également à des incendies ou explosion (en cas de fuite de liquide inflammable).
Lors du dépotage d'un conteneur, il faut être attentif aux résidus de fumigation.